# Мус-Лейк (тауншип, округ Карлтон, Миннесота)
Мус-Лейк (англ. Moose Lake) — тауншип в округе Карлтон, Миннесота, США. На 2000 год его население составило 956 человек.

## География
По данным Бюро переписи населения США площадь тауншипа составляет 86,8 км², из которых 84,7 км² занимает суша, а 2,1 км² — вода (2,42 %).

## Демография
По данным переписи населения 2000 года здесь находились 956 человек, 366 домохозяйств и 284 семьи.  Плотность населения —  11,3 чел./км².  На территории тауншипа расположено 450 построек со средней плотностью 5,3 построек на один квадратный километр. Расовый состав населения: 98,64 % белых, 0,42 % коренных американцев, 0,10 % азиатов, 0,42  — других рас США и 0,42 % приходится на две или более других рас. Испанцы или латиноамериканцы любой расы составляли 0,63 % от популяции тауншипа. 22,7 % населения составляли немцев, 17,4 % шведов, 13,3 % норвежцев, 10,9 % финнов, 7,3 % поляк, 5,8 % American и 5,0 % ирландцев по данным переписи населения 2000 года.
Из 366 домохозяйств в 32,0 % воспитывались дети до 18 лет, в 66,7 % проживали супружеские пары, в 7,1 % проживали незамужние женщины и в 22,4 % домохозяйств проживали несемейные люди. 18,9 % домохозяйств состояли из одного человека, при том 5,2 % из — одиноких пожилых людей старше 65 лет. Средний размер домохозяйства — 2,60, а семьи — 2,95 человека.
27,1 % населения — младше 18 лет, 4,3 % — в возрасте от 18 до 24 лет, 26,5 % — от 25 до 44, 26,2 % — от 45 до 64, и 16,0 % — старше 65 лет. Средний возраст — 41 год. На каждые 100 женщин приходилось 101,7 мужчин.  На каждые 100 женщин старше 18 приходилось 96,9 мужчин.
Средний годовой доход домохозяйства составлял 42 946 долларов, а средний годовой доход семьи —  48 750 долларов. Средний доход мужчин —  32 452  доллара, в то время как у женщин — 26 389. Доход на душу населения составил 17 505 долларов. За чертой бедности находились 3,4 % семей и 6,3 % всего населения тауншипа, из которых 7,2 % младше 18 и 5,1 % старше 65 лет.